# W niewoli uczuć (telenowela)
W niewoli uczuć (hiszp. Abrázame muy fuerte) – meksykańska telenowela z 2000 roku.

## Fabuła
Cristina to młoda i dobra dziewczyna. Jej ojciec, Don Severiano Alvarez, jest właścicielem haciendy "El Platanal". Jest to człowiek o rygorystycznych zasadach. Cristina jest kochana przez wszystkich, ale czuje się samotna. W wieku 16 lat zakochuje się w pracowniku Don Severiana, Diego Hernandezie, który odwzajemnia jej uczucia. Dziewczyna jest szczęśliwa. Jednak ojciec dowiaduje się o jej związku z Diegiem i próbuje go zabić. Diego ucieka. 
Cristina wyznaje ojcu, że jest w ciąży. Don Severiano, aby ukryć hańbę córki, wywozi ją z haciendy. Cristina rodzi córeczkę – Marię del Carmen. Don Severiano zabiera dziecko i oddaje je Racheli,  która uznaje Marię del Carmen za swoją córkę i na jakiś czas znika. Cristina jest zrozpaczona. Nie wie, co się dzieje z jej dzieckiem. Z pomocą przychodzi jej Federico Rivero, który od dawna stara się zdobyć majątek Don Severiana. Zdobywa zaufanie Cristiny i obiecuje, że odnajdzie Rachelę, jeśli Cristina zostanie jego żoną. Cristina, która za wszelką cenę pragnie odzyskać córeczkę, zgadza się na warunki Federica. W dniu jej ślubu umiera Don Severiano. Wkrótce po tym w "El Platanal" pojawia się Rachela z Marią del Carmen. Wtedy ujawnia się prawdziwe oblicze Federica. Zmusza on Cristinę, by wszystkim mówiła, że dla dziewczynki jest tylko matką chrzestną. 
W tym czasie wraca Diego i gdy dowiaduje się, że jest ojcem Marii del Carmen, namawia Cristinę do ucieczki. Tego wieczoru, kiedy mają wyjechać, Diego zostaje zamordowany przez Federica, który próbując pozbyć się także żony,  powoduje wypadek, w którym Cristina traci wzrok. 
Mijają lata. Maria del Carmen wyrasta na piękną dziewczynę. W rzeczywistości wychowuje ją Cristina. Rachela nienawidzi dziewczyny i jest dla niej okrutna. Podobny stosunek do niej ma Federico Rivero. Cristina stara się zawsze bronić córkę. Sama wciąż rozpamiętuje swoją miłość do Diega. 
Maria del Carmen jest zakochana w Carlosie Manuelu. W niej natomiast zakochany jest Jose Maria. Carlos Manuel i Jose Maria przyjaźnią się od dzieciństwa. Carlos Manuel wie, że Maria del Carmen go kocha, ale on nie odwzajemnia jej uczuć, ponieważ dziewczyna jest o kilkanaście lat młodsza od niego, a on uważa ją za dziecko. Jest zaręczony z Deborah. Deborah natomiast jest kochanką Federica. 
Carlos Manuel wyjeżdża na studia do Europy. Maria del Carmen przez te lata wciąż go kocha i z niecierpliwością oczekuje jego powrotu. Cristina zaprzyjaźnia się z doktorem Roblesem i z czasem zakochuje się w nim. 
Po klku latach wraca Carlos Manuel. Dla wszystkich jest niespodzianką wiadomość o jego małżeństwie z Deborah. Maria del Carmen jest zrozpaczona. Carlos Manuel dostrzega wreszcie, że wyrosła na piękną kobietę i uświadamia sobie, że tak naprawdę od zawsze ją kocha. Jest nieszczęśliwy z Deborah. 
Carlos Manuel i Maria del Carmen muszą wiele wycierpieć, by w końcu być razem. Stopniowo odkrywają tajemnice skrywane od lat

## Wersja polska
W Polsce telenowela była emitowana na TVN.
- Opracowanie wersji polskiej: ITI Film Studio na zlecenie TVN
- Tekst: Olga Krysiak
- Czytał: Mirosław Utta

## Obsada
- Fernando Colunga - Dr Carlos Manuel Rivero
- Aracely Arámbula - María del Carmen Campusano
- Victoria Ruffo - Cristina Álvarez Rivas de Rivero
- César Évora - Federico Rivero
- Nailea Norvind - Deborah Falcón de Rivero
- Osvaldo Ríos - Diego Hernández
- Alicia Rodríguez - Consuelo Rivas de Álvarez
- Arnaldo André - Dr Ángel Luis Robles
- Helena Rojo - Damiana Guillén / Juliana Guillén vda. de Moreno
- Alicia Montoya - Gumersinda Montes
- Dacia Arcaráz - Gema
- Liza Willert - Clementina
- Mario Casillas - Marcelino
- Emilia Guiú - Flora Bravo
- Rosita Quintana - Eduviges de la Cruz y Fereira
- Lilia Aragón - Efigenia de la Cruz y Ferreira
- René Muñoz - Regino
- Pablo Montero - José María Montes
- Rossana San Juan - Raquela Campusano
- Tina Romero - Jacinta Rivero
- Aurora Clavel - Vicenta
- Miguel Córcega - Ojciec Ignacio
- Eduardo Noriega - Francisco "Pancho" Montes
- Dacia González - Candelaria Campusano
- Toño Infante - Eulogio Rojas
- Ignacio Guadalupe - Benito
- Veronika Con K. - Casilda
- Eduardo Rodríguez - Máximo "Max" Ruiz
- José Antonio Ferral - Fayo Ruiz
- Jorge De Silva - Abel "Abelito" Ramos
- Ricardo Chávez - Motor Ramos
- Joaquín Cordero - Don Severiano Álvarez
- Emely Faride - Paquita Silva
- Shirley - Shirley Florencia
- Paco Ibáñez - Juancho
- Pedro Romo - Apolinar
- Fabián Lavalle - Dr Fabián Anaya
- René Casados - Francisco José Bravo / Fernando Joaquín Falcón
- Toño Mauri - Ojciec Moisés
- Rosita Pelayo - "La Güera"
- Sergio Reynoso - Hernán Muñoz
- Manuel Capetillo - Miguel Salvador Zamudio
- Eduardo de la Peña - Casimiro
- Carmen Salinas - Celia Ramos
- Roque Casanova - Dr Silva
- Eduardo Cuervo - Jorge
- Manuel Raviela - Silverio
- Gabriel Roustand - Chente
- Esther Rinaldi - Nieves Muñoz
- Alberto Chávez - Artemio
- Ernesto Alonso - Ojciec Bosco
- Carlos Amador - Nicolás Moreno
- Raúl Buenfil - Dandy
- Humberto Elizondo - Bernal Orozco
- Oscar Eugenio - Chiquilín
- Luis Fernando Torres - Domingo
- Alberto Inzúa - Porfirio
- Patricia Villasaña - Regina
- Ana Hally - Macrina
- Abril Campillo - Estela "Estelita"
- Fidel Pérez - "Mano Negra"
- Rosy Safont - Nauczycielka Malicha
- Omar Ayala - Pracownik
- Charly Santana - "Chiquilín" Ramos
- Luis Maya - Mały Carlos Manuel Rivero
- Julian Noble - Mały José María Montes
- Roberto Navarro - Dziecko
- Sergio Zaldívar - Jesús

## Nagrody

### Premios TVyNovelas(2001)
| Kategoria                          | Osoba            | Wynik     |
| ---------------------------------- | ---------------- | --------- |
| Najlepsza telenowela               | Salvador Mejía   | Wygrana   |
| Najlepsza protagonistka            | Aracely Arámbula | Nominacja |
| Najlepszy protagonista             | Fernando Colunga | Wygrana   |
| Najlepsza antagonistka             | Nailea Norvind   | Wygrana   |
| Najlepszy antagonista              | César Évora      | Wygrana   |
| Najlepsza aktorka pierwszoplanowa  | Helena Rojo      | Wygrana   |
| Najlepszy aktor pierwszoplanowy    | Joaquín Cordero  | Wygrana   |
| Najlepsza aktorka drugoplanowa     | Carmen Salinas   | Nominacja |
| Najlepszy aktor drugoplanowy       | Pablo Montero    | Wygrana   |
| Najlepsze objawienie wśród aktorów | Pablo Montero    | Nominacja |
| Najlepszy motyw muzyczny           | Juan Gabriel     | Nominacja |
| Najlepsza historia lub adaptacja   | Liliana Abud     | Wygrana   |
| Najlepsza reżyseria sceniczna      | Miguel Córcega   | Wygrana   |